# Saura (peuple)
«  Sora (peuple) » redirige ici. Pour les autres significations, voir Sora.
Pour les articles homonymes, voir Saura (homonymie).
Le peuple Saura (ou Sora, Saora, Savara, Sabara) est une population autochtone indienne de langue austroasiatique, vivant dans l'Odisha et comptant 535 000 personnes en 2011,. Les Saura (ou Sauras) sont de grands marcheurs, grimpeurs et chasseurs. Leurs peintures  ont une certaine ressemblance avec celles des Warli. 

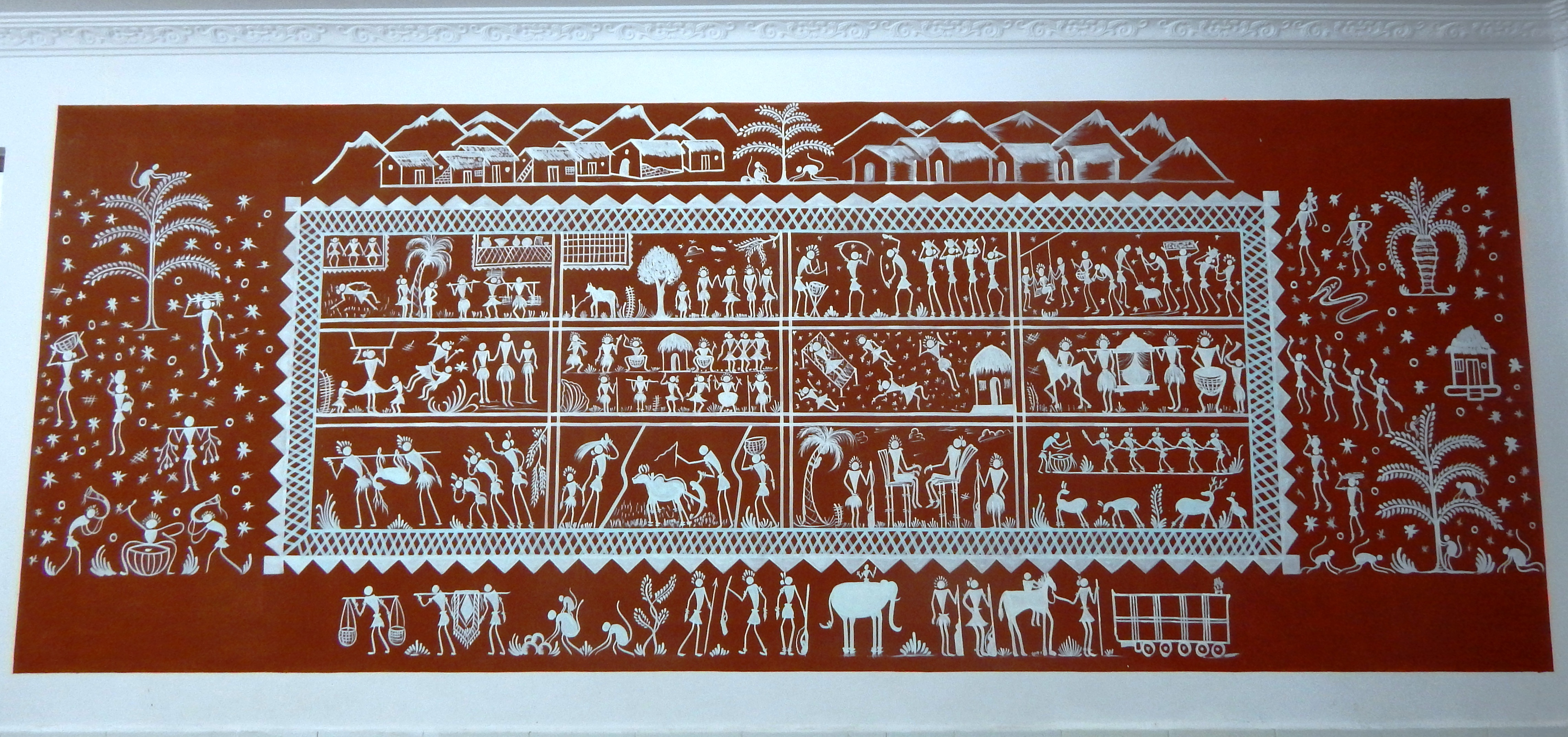
Peinture saura contemporaine.

Chez les Saura, on exerce le chamanisme. Les « grands chamanes » sont toujours des femmes. Au nombre de ces fonctions figure la relation aux morts. La tâche de conduire les rituels funéraires afin de mieux accompagner les morts vers l'au-delà incombe donc à ces grands chamanes. Les peintures saura s’appellent ikon (« icône ») et illustrent l'univers, la nature, les mythes hindous, etc. Elles sont destinées à conjurer des mauvais sorts ou à invoquer des moments propitiatoires ou, plus généralement, à marquer les quatre principaux moments de la vie : la naissance, la puberté, le mariage, le décès. Au-delà des formes traditionnelles de l’art indien, qui relate généralement des épisodes des grandes légendes de l’hindouisme, les Saura puisent leur inspiration pour traduire une Inde qui mêle scènes primitives et objets du monde moderne. Très souvent les illustrations sont inscrites dans un cadre géométrique très strict, une façon de figurer le resserrement de la tribu en un lieu protégé, tel un temple virtuel porteur de leur identité. Deux motifs encadrent généralement chaque peinture : celui situé à l’extérieur symbolise la ligne des montagnes qui les entourent, l’autre figure la forêt qui les abrite. Il s'agit probablement d'une façon d’affirmer leur territoire et leurs ressources face aux dangers qui les menacent.
Au XXIe siècle, le chamanisme et ses rituels reculent devant les religions dominantes de la région, hindouisme et christianisme (baptisme, notamment).